# Pennsylvania (Schiff, 1897)
Die 1897 in Dienst gestellte Pennsylvania der Hamburg-Amerikanische Packetfahrt-Actien-Gesellschaft (HAPAG) war für kurze Zeit das größte in Fahrt befindliche Schiff der Welt. Ab März 1897 verkehrte sie regelmäßig auf der Linie von Hamburg nach New York, um Auswanderer in die USA zu bringen. Der bei Harland & Wolff gebauten Pennsylvania folgten mit Pretoria, Graf Waldersee und Patricia noch drei Schwesterschiffe, die auf deutschen Werften gebaut wurden.
Die Pennsylvania wurde 1914 in New York aufgelegt und 1917 von den USA beschlagnahmt. Unter dem Namen Nansemond wurde sie zur Versorgung amerikanischer Truppen in Europa eingesetzt und transportierte nach dem Friedensschluss über 20.000 Mann zurück über den Atlantik. 1919 wurde sie dann aufgelegt und ab 1924 in Baltimore abgebrochen.

## Im Dienst der HAPAG
Die am 10. September 1896 bei Harland & Wolff in Belfast vom Stapel gelaufene Pennsylvania wurde am 30. Januar 1897 der HAPAG übergeben und trat am folgenden Tag ihre Jungfernfahrt aus Belfast nach New York an. Sie war das größte Schiff der HAPAG und unter deutscher Flagge. Das bis dahin größte Schiff der Hamburger Gesellschaft war die Fürst Bismarck mit 8716 BRT, der letzte der vier bis 1891 beschafften Doppelschrauben-Schnelldampfer. Trotz der Möglichkeit über 300 Kabinen-Passagiere an Bord zu nehmen, sollten das neue Schiff und ihre folgenden Nachbauten vorrangig dem Auswanderer- und Frachtverkehr dienen. Die Auswanderer waren die menschliche Fracht nach Amerika, während auf dem Rückweg der Transport von Gütern tatsächlich im Vordergrund stand. Die Schiffe waren in der Lage auf einer Rundreise eine Transportleistung zu erbringen, für die die ersten Schiffe der Gesellschaft 40 Jahre zuvor Jahre gebraucht hätten.
Am 22. März 1897 begann dann die erste der Reise der Pennsylvania von Hamburg über Boulogne nach New York, auf der das Schiff bis 1914 im Einsatz blieb. Am 24. September 1902 übernahm sie die 13-köpfige Besatzung der sinkenden norwegischen Bark Bothnia. Ab 1903 lief die Pennsylvania auf der Ausreise auch regelmäßig Plymouth an. 1905 äußerte der sozialdemokratische Vorwärts erhebliche Vorwürfe gegen die Reederei wegen Überbelegung der Pennsylvania auf einer Ausreise im April. Die Hamburger Auswandererbehörde überprüfte dies und widerlegte die Vorwürfe. Dass der Platz an Bord sehr intensiv genutzt wurde, zeigt sich zum Beispiel daran, dass man in die Betten im Zwischendeck nur über das Fußende klettern konnte. Der harte Konkurrenzkampf führte nicht nur zu niedrigeren Preisen, sondern auch zu Besonderheiten, mit denen die Reedereien werben konnten. So hatten die Hapag-Dampfer nach Nordamerika ab Februar 1904 Extraküchen, um koschere Mahlzeiten viermal täglich während der Überfahrt anbieten zu können.
Am 8. März 1910 überrannte die Pennsylvania in der Elbmündung den Hamburger Schoner Gertrud, von dessen sechsköpfiger Besatzung nur ein Mann gerettet werden konnte.
1910 wurde die Pennsylvania nochmals modernisiert. Die Passagiereinrichtung wurde verändert und konnte nun 404 Passagiere II. Klasse und 2200 Zwischendeckspassagiere aufnehmen. Die Vermessung ergab jetzt 13.333 BRT.

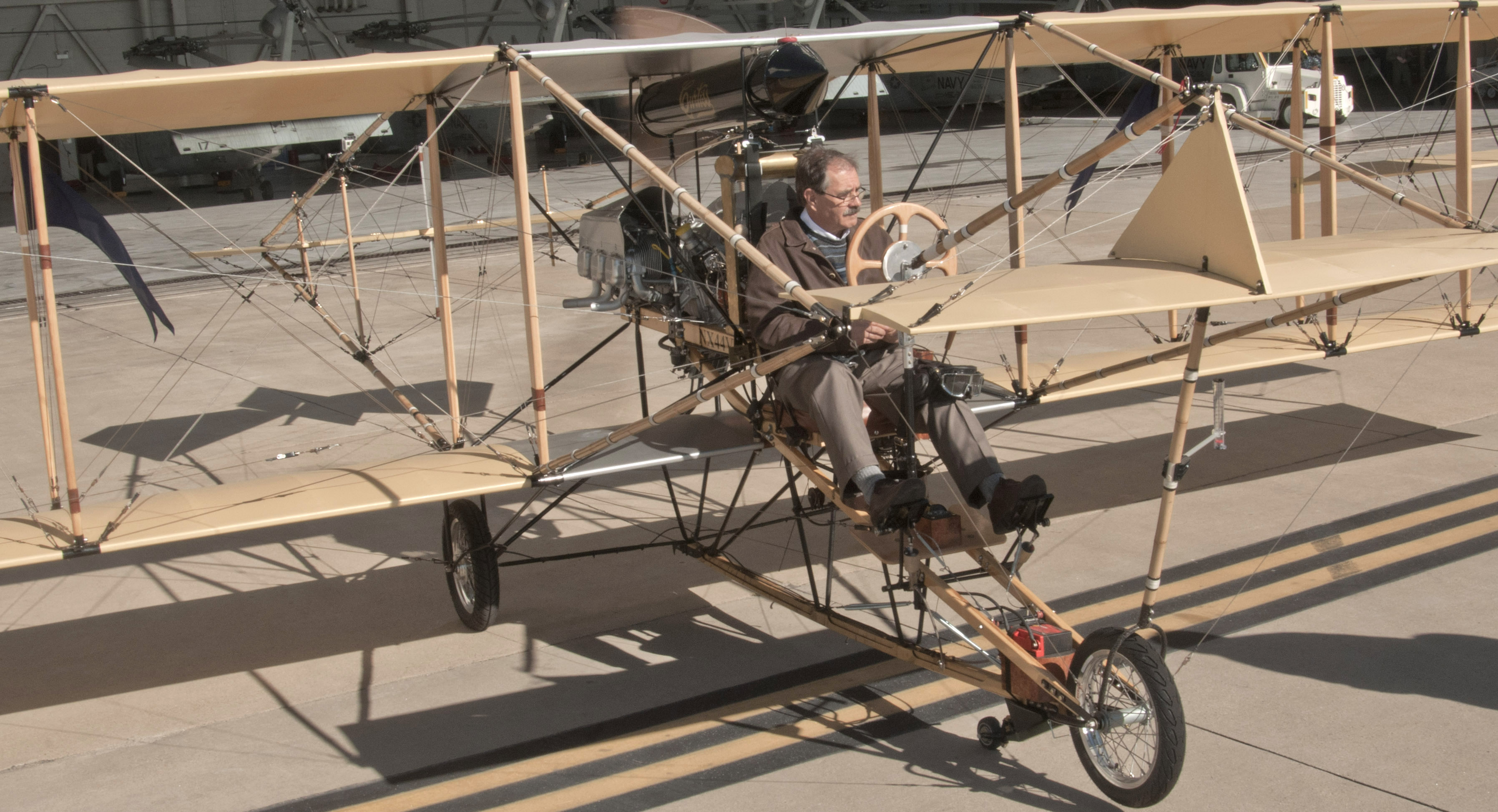
Nachbau eines Curtiss-Pushers, wie er auf der Pennsylvania zum Einsatz kommen sollte

1910 schrieb die New York World einen Preis für den Flugzeugtransport eines Postsacks von einem Transatlantikliner auf See nach Manhattan aus. Glenn H. Curtiss, der seit 1908 Flugzeuge entwickelte und sich besonders um die Entwicklung von Wasserflugzeugen und Flügen über Wasser bemühte, verhandelte mit der Hapag, um zusammen mit der Reederei diesen Preis zu gewinnen. Der kanadische Pilot McCurdy sollte von der fahrenden Kaiserin Auguste Viktoria etwa 50 Seemeilen vor dem Ziel starten, die eine Startplattform von 23 m Länge auf dem Bug erhielt. Durch schlechte Wetterbedingungen konnte der Start nicht erfolgen und der Aufbau wurde auf der Pennsylvania neu errichtet, diesmal allerdings über dem Heck des Schiffes. Auch hier kam es zu keinem Einsatz, da die Maschine unter James C. „Bud“ Mars (1876–1944) bei Motorentests Minuten vor der Abfahrt des Schiffes am 12. November 1910 nach Europa Schäden erlitt und nicht mehr repariert werden konnte. Gleichzeitig wurde von der US Navy versucht ein Flugzeug von einem Schiff aus zu starten und am 14. November 1910 gelang der US-amerikanischen Marine der erste erfolgreiche Flugzeugstart von einem Schiff aus.
Am 18. Juli 1914 verließ die Pennsylvania Hamburg zu ihrer letzten (145.) Reise aus Deutschland nach New York. Der Ausbruch des Ersten Weltkriegs führt zum Verbleib des Schiffes im New Yorker Hafen. Ihre drei Schwesterschiffe befanden sich bei Kriegsausbruch in Deutschland.

## Schicksal der Schwesterschiffe
| Stapellauf in Dienst  | Name           | Tonnage   | Werft                    | Schicksal |
| --------------------- | -------------- | --------- | ------------------------ | --- |
| 9.10.1897 8.02.1898   | Pretoria       | 12800 BRT | Blohm & Voss BauNr.123   | 28. Februar 1898 Jungfernfahrt nach New York, 24. März 1919 an USA ausgeliefert und als Truppentransporter im Einsatz, ab 1920 in britischem Dienst, 1921 zum Abbruch verkauft                              |
| 10.12.1898 18.03.1899 | Graf Waldersee | 12830 BRT | Blohm & Voss BauNr.131   | ursprünglich als Pavia geplant, 2. April 1899 Jungfernreise nach New York, 23. März 1919 an USA ausgeliefert und als Truppentransporter im Einsatz, ab 1920 in britischem Dienst, 1921 zum Abbruch verkauft |
| 20.02.1899 30.05.1899 | Patricia       | 13023 BRT | Vulcan Stettin BauNr.241 | 7. Juni 1899 Jungfernreise nach New York, 22. März 1919 an USA ausgeliefert und als Truppentransporter im Einsatz, ab 1920 in britischem Dienst, 1921 abgebrochen                                           |

## Amerikanischer Truppentransporter

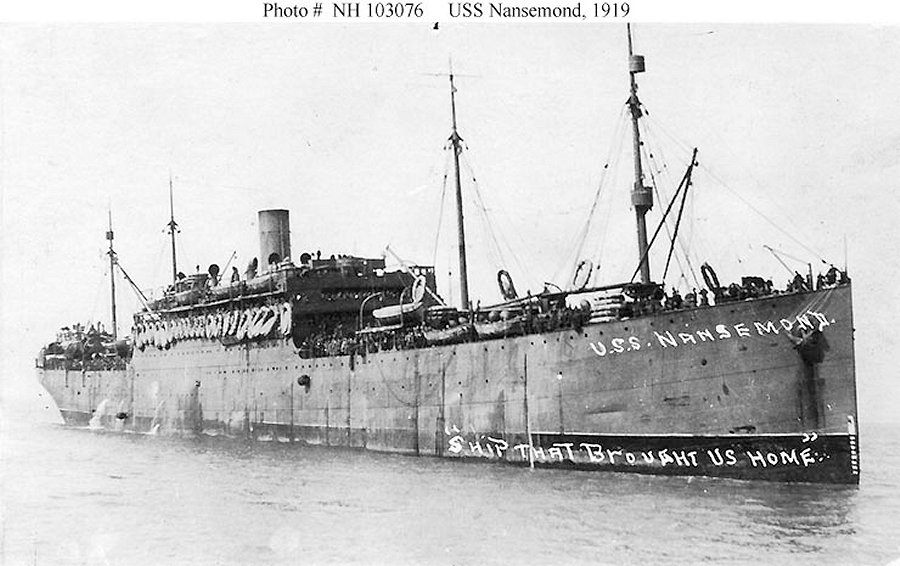
Die Pennsylvania als US-Transporter Nansemond

Als die Vereinigten Staaten der Entente 1917 beitraten, beschlagnahmte das US Shipping Board im April die Pennsylvania und teilte sie dem Army Cargo and Transport Service als Transporter Nansemond zu. Der neue Name des Schiffes (Nansemond) bezog sich auf eine Grafschaft und einen Fluss in Virginia, der Heimat der Präsidentengattin Edith Bolling Galt Wilson. Der Transporter wurde mit zwei 152-mm-Kanonen und zwei 76-mm-Geschützen bewaffnet. Die Nansemond (No. 1395) wurde als Frachter zur Überführung verschiedener Güter genutzt. So transportierte sie Mehl, Giftgas, Eisenbahnschienen, Lastwagen und 356 mm-Kanonen. Auf ihrer letzten Reise im Krieg transportierte sie 2000 Pferde nach Frankreich.
Nach Ende des Krieges wurde das Schiff an die United States Navy übergeben, die die USS Nansemond am 20. Januar 1919 in Hoboken (New Jersey) in Dienst stellte. Ihre erste Rundreise begann am 4. Februar in New York mit wenigen Versorgungsgütern für die amerikanischen Truppen in Frankreich, die ab dem 16. Februar in St. Nazaire entladen wurden. Die Rückfahrt mit über 5000 rückkehrenden US-Truppen erfolgte vom 26. Februar bis zum 11. März 1919 nach Newport News. Nach einer weiteren Reise auf dieser Strecke erfolgten die restlichen Reisen zwischen Brest und New York. In den folgenden Monaten führte sie noch drei Reisen auf dieser Strecke durch, um nach der Rückkehr im August am 25. in New York außer Dienst gestellt zu werden. Auf ihren insgesamt fünf Reisen hatte sie 23.376 Armeeangehörige in die Staaten zurückgebracht.
Ihre drei während des Krieges in Deutschland verbliebenen Schwesterschiffe mussten von den Deutschen ausgeliefert werden und wurden im März in Cowes von der US Navy übernommen und führten zum Teil bis November ähnliche Reisen durch.

## Endschicksal

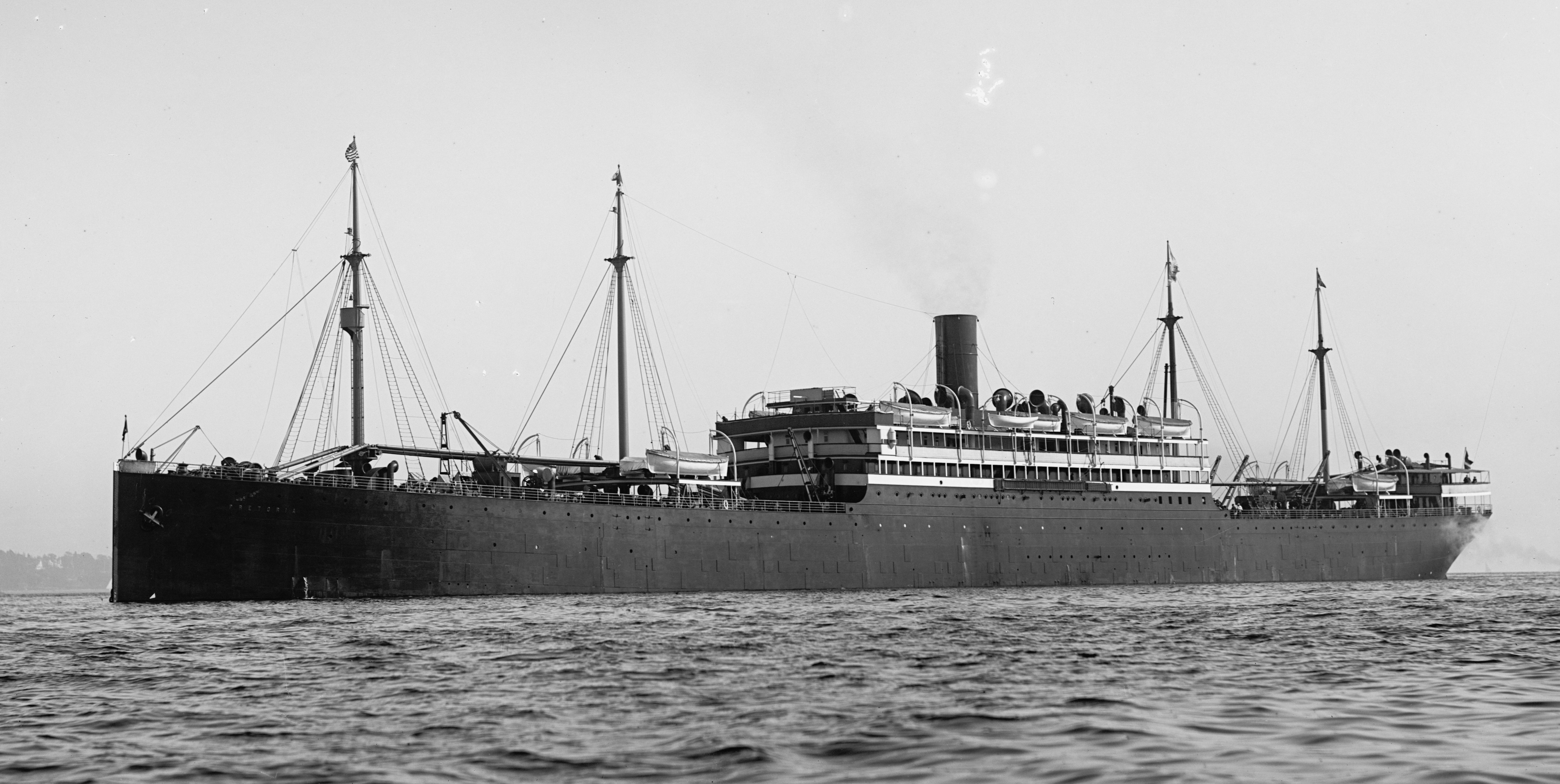
Das Schwesterschiff Pretoria

Die Nansemond (ex Pennsylvania) wurde mit einer Vielzahl anderer Schiffe im Hudson River aufgelegt. 1924 wurde sie nach Baltimore zum Abbruch verkauft.
Ihre drei Schwesterschiffe, die 1920 noch unter britischer Flagge in Dienst waren, wurden schon ab 1921 abgebrochen.